# Куолайоки
Куолайоки (фин. Kuolajoki) — река в Мурманской области России и Финляндии. Левый приток реки Тенниёйоки.
Длина составляет 58 км. Площадь водосборного бассейна — 471 км².
Берёт начало на выходе из озера Туорусъярви на территории Кандалакшского района. Высота истока — 365,5 м над уровнем моря. Порожиста, протекает по лесной заболоченной местности. Крупнейшие притоки Саллайоки, Сяркиола, Атсингинйоки, Колсаноя, Кейнухарью и Осминоя. Питание в основном снеговое. На реке расположены населённые пункты: Куолоярви (Россия), Котала, Миккала, Сяркеля, Сайя (Финляндия). Впадает в Тенниёйоки на территории Финляндии, рядом с посёлком Сайя. Высота устья — 173 м над уровнем моря.
На некоторых картах участок от впадения в Куолайоки реки Саллайоки до российско-финляндской границы ошибочно обозначается как часть реки Саллайоки.
В верхнем течении река протекает озёра Апаярви и Куолаярви.

## Данные водного реестра
По данным государственного водного реестра России относится к Баренцево-Беломорскому бассейновому округу, водохозяйственный участок реки — Тенниёйоки..
Код объекта в государственном водном реестре — 02020020012102000007902.